# Хованский (хутор)
Хованский — хутор в Серафимовичском районе Волгоградской области. Входит в состав Буерак-Поповского сельского поселения.

## История
24 декабря 2004 года в соответствии с Законом Волгоградской области № 979-ОД хутор вошёл в состав Буерак-Поповского сельского поселения. Является прообразом хутора Татарского в романе Тихий Дон .

## География
Хутор расположен на западе региона и находится у р. Дон.
Улицы
- ул. Донская
- ул. Зелёная
- ул. Садовая
- ул. Степная

## Население
| 2010 |
| ---- |
| 169  |

## Инфраструктура
Личное подсобное хозяйство.

## Транспорт
Просёлочные дороги.